# Peter Johansen
Peter Johansen er en dansk iværksætter
, stifter af "Royal Denship" og "Martin Gruppen". 
"Royal Denship" bygger og eksporterer lystyachter til velhavere i udlandet og "Martin Gruppen"er en dansk lysproducent med hovedkvarter i Frederikshavn.
Peter Johansen blev i år 2000 idømt 3 måneders ubetinget fængsel for insiderhandel af byretten i forbindelse med salget af lysproducenten "Martin Gruppen". Peter Johansen ankede dommen og blev af Vestre Landsret idømt en skærpet, 6 måneders ubetinget stadfæstet fængselsdom i stedet for de oprindelige 3 måneders fængsel.
I årene 1999-2005 var Peter Johansen ejer af hovedgården Pallisbjerg nær Staby ved Nissum Fjord, nord for Ringkøbing. I 2002 blev Peter Johansen tvunget og dømt af Jordbrugskommisionen i Ringkøbing Amt til at sælge Pallisbjerg efter, at Jordbrugskommisionen vedtog at Peter Johansen ikke opfyldte den eksisterende bopælspligt og landbrugspligt på Pallisbjerg hovedgård.